# 愛に気づけば…
『愛に気づけば…』（あいにきづけば…、原題：Angie）は、1994年制作のアメリカ合衆国のロマンティック・コメディ映画。未婚女性の出産をテーマに描く。マーサ・クーリッジ監督。

## あらすじ
ニューヨーク・ブルックリンで生まれ育ったアンジーは、母親が彼女が3歳の時に家を出て、まもなく父フランクは後妻にキャシーを迎えたが、彼女とはそりが合わず、また母のこととなると口をつぐむ父の態度にもいらついていた。
ある日、アンジーは長年付き合ってきたボーイフレンドのヴィニーの子供を妊娠していることを知るが、幼なじみで親友のティナの悲惨な結婚生活を目の当たりにし、家庭に入ることにためらいを覚える。
そんな中、アンジーは美術館でノエルというエリート弁護士と知り合い、たちまち一目惚れ、ヴィニーに別れを告げ、彼との自由な恋を楽しむことを決める。そして、いよいよアンジーは産気づき、男児を出産する。

## キャスト
- アンジー：ジーナ・デイヴィス
- ノエル：スティーヴン・レイ
- ヴィニー：ジェームズ・ガンドルフィーニ
- ティナ：アイダ・タートゥーロ
- フランク：フィリップ・ボスコ
- キャシー：ジェニー・オハラ
- ジェリー：マイケル・リスポリ
- レエ・アレン
- フランク・ペレグリノ
- マーガレット・チョー